# Monanchora
Genre
Synonymes
- Amorphocladia Topsent, 1930
- Ectyobatzella Burton & Rao, 1932
- Fasubera de Laubenfels, 1936
- Fasuberea Lévi, 1958
- Folitispa de Laubenfels, 1936
- Neofolitispa Bergquist, 1965
- Okadaia de Laubenfels, 1936

Monanchora est un genre d'éponges de la famille Crambeidae. Les espèces de ce genre sont marines.

## Liste d'espèces
Selon World Register of Marine Species (24 mai 2016) :
- Monanchora alaskensis (Lambe, 1895)
- Monanchora arbuscula (Duchassaing & Michelotti, 1864)
- Monanchora brasiliensis Esteves, Lerner, Lôbo-Hajdu & Hajdu, 2012
- Monanchora clathrata Carter, 1883
- Monanchora dianchora de Laubenfels, 1935
- Monanchora enigmatica (Burton & Rao, 1932)
- Monanchora laevissima (Dendy, 1922)
- Monanchora laminachela Lehnert, Stone & Heimler, 2006
- Monanchora lipochela (Dendy, 1922)
- Monanchora pulchra (Lambe, 1895)
- Monanchora quadrangulata (Lévi, 1958)
- Monanchora stocki van Soest, 1990
- Monanchora unguiculata (Dendy, 1922)
- Monanchora viridis (Kieschnick, 1900)